# Константин (село)
Константин (болг. Константин) — село в Болгарии. Находится в Великотырновской области, входит в общину Елена. Население составляет 1119 человек (2022).

## Политическая ситуация
В местном кметстве Константин, в состав которого входит Константин, должность кмета (старосты) исполняет Стоян  Пенков Стоянов (Болгарская социалистическая партия (БСП)) по результатам выборов правления кметства.
Кмет (мэр) общины Елена — Сашо Петков Топалов (Болгарская социалистическая партия (БСП)) по результатам выборов в правление общины.

## История
В конце русско-турецкой войны (1877—1878) турки отступая от русской армии на юг Болгарии сжигали болгарские села. 
Так было сожжено и старинное села Беброво, расположенное в 5 км от текущего расположения села Константин. Весной 1878 года оставшиеся в живых жители Беброво думали, отстроить ли сгоревшие дома заново на старом пепелище или начать строительство на новом месте. При содействии штабс-капитана РИА Константина Адриановича Рудановского императорский российский комиссар в Болгарии, князь А.М.Дондуков-Корсаков, подписал разрешение построить село на новом месте. Было определено, что село будет расположено вблизи деревни Ахмедлий. Село было спроектировано Константином Адриановичем Рудановским и его строительство было осуществлено и с помощью руководимых им солдат. Первоначально были построены постоялый двор и 14 домов. 
Одной из первых построек в селе Константин, названной благодарными жителями именем её создателя, была церковь. Сбор средств начался в 1879 г. и К.А.Рудановский пожертвовал на храм 12000 грошей (1 грош равен 20 стотинкам. Например: за неделю работы батрак получал 40 грошей). Потом, по его просьбе Ольга Николаевна Скобелева, мать генерала М.Д.Скобелева, обеспечила церковь церковными одеждами и утварью.
Церковь Святых Кирилла и Мефодия расположена на северном холме и была построена за два года мастером Генчо Каневым, учителем и партнером Кольо Фичето. На погосте установлен памятник из мраморного шара 39 российским воинам, погибшим в боях у села.
Постепенно были возведены и другие жилые и общественные здания. Сегодняшнее здание школы было построено в 1920-х годах. Оно было построено на земле принадлежавшей генералу Константину Рудановскому, которую он подарил селу в 1902 году во время его визита в основанное им село. 